# St. Lambertus (Donsbrüggen)

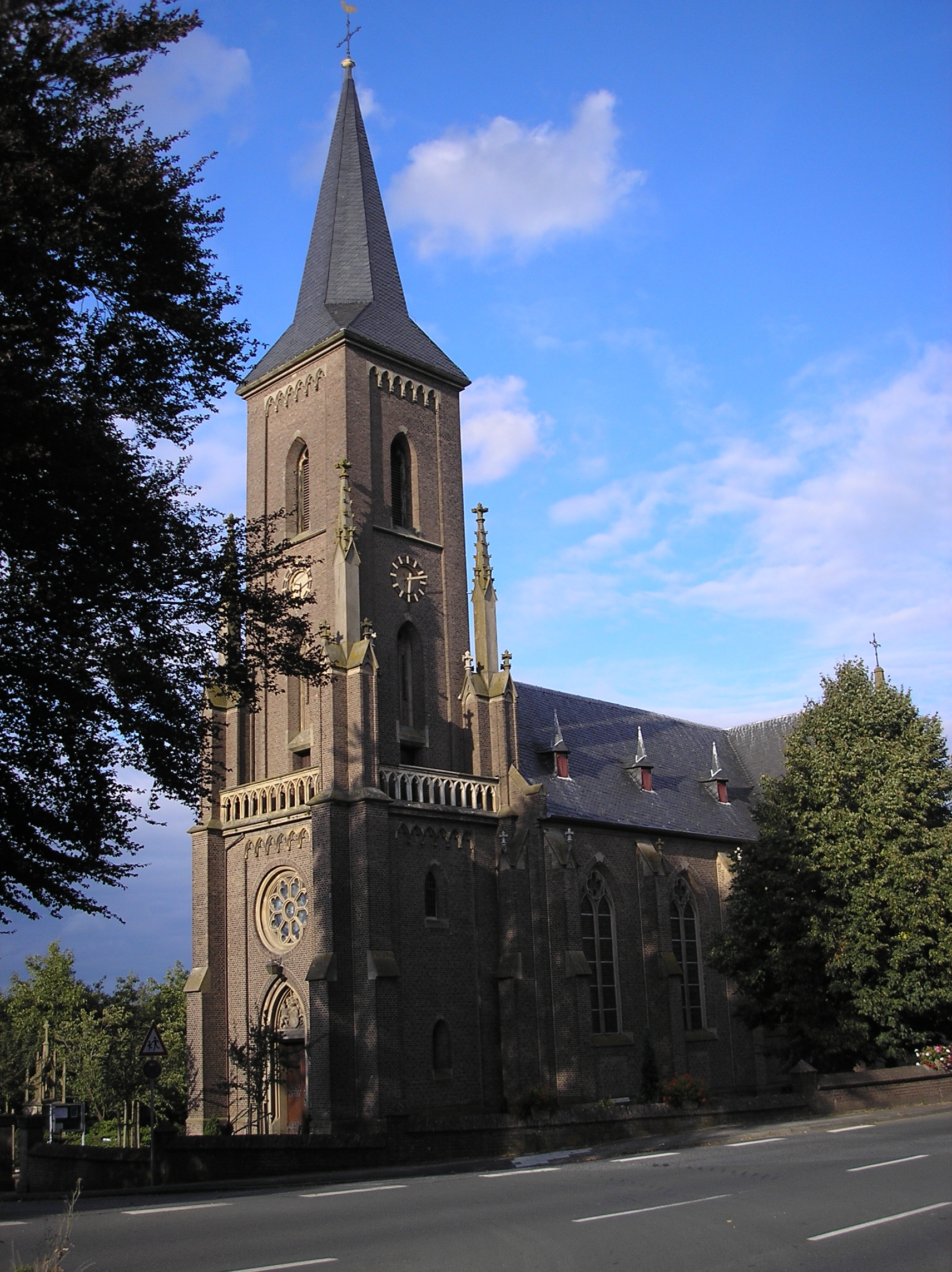
St. Lambertus in Donsbrüggen

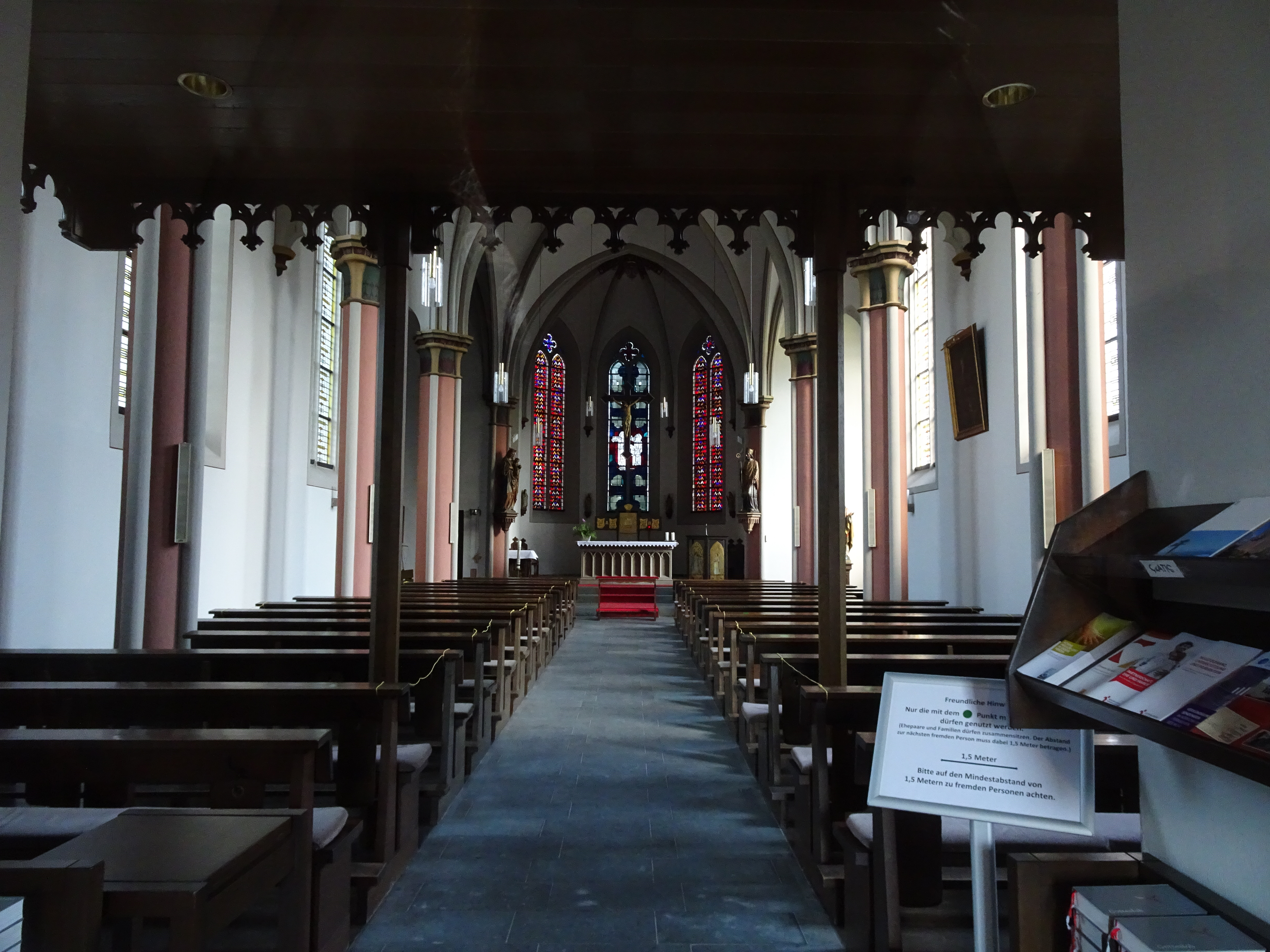
Innenansicht

Die Katholische Kirche St. Lambertus ist eine Kirche im Ortsteil Donsbrüggen von Kleve. Die mittelalterliche romanische Kirche von Donsbrüggen wurde 1854 abgebrochen und durch einen neugotischen Neubau nach Plänen des Kölner Dombaumeisters Ernst Friedrich Zwirner ersetzt.
Die einschiffige Kirche besitzt ein Querhaus, dessen nördlicher Arm 1961 um zwei Joche vergrößert wurde. Über dem Eingangsportal ist das Wappen des Barons von Hövell angebracht, der den Kirchbau maßgeblich finanziert hatte; sein Grab befindet sich auf dem Friedhof an der Kirche. Die neugotische Ausstattung wurde um 1960 zu großen Teilen beseitigt. Die Kirche ist seit 2005 keine Pfarrkirche mehr, sondern ein Filialkirche der Kirchengemeinde und Propstei St. Mariä Himmelfahrt.

## Orgel
Die Orgel wurde 1981 durch die Orgelbaufirma Seifert erbaut. Das rein mechanische Schleifladeninstrument hat 14 klingenden Register, verteilt auf zwei Manuale und Pedal. Der Spieltisch ist angebaut. Die Disposition lautet:
| I Hauptwerk C–g3 |                 |                |
|                  | Principal       | 8′             |
|                  | Spitzgedackt    | 8′             |
|                  | Octave          | 4′             |
|                  | Schweizerpfeife | 2′             |
|                  | Sesquialter II  | 2 ⁄3′ + 1 3⁄5′ |
|                  | Mixtur IV       |                |

| II Nebenwerk C–g3 |                      |       |
|                   | Gedackt              | 8′    |
|                   | Weidenpfeife         | 8′    |
|                   | Rohrflöte            | 4′    |
|                   | Principal            | 2′    |
|                   | Quint                | 1 ⁄3′ |
|                   | Rohrschalmei         | 8′    |
|                   | Tremulant (regelbar) |       |

| Pedal C–f1 |        |     |
|            | Subbaß | 16′ |
|            | Pommer | 08′ |

- Koppeln: II/I, I/P, II/P
- Spielhilfen: Koppel-Pistons